# Parancistrocerus perennis
Parancistrocerus perennis är en stekelart som först beskrevs av Henri Saussure 1857.  Parancistrocerus perennis ingår i släktet Parancistrocerus och familjen Eumenidae. Utöver nominatformen finns också underarten P. p. anacardivora.